# Contea di Oliver
La contea di Oliver in inglese Oliver County è una contea dello Stato del Dakota del Nord, negli Stati Uniti. La popolazione al censimento del 2000 era di 2 065 abitanti. Il capoluogo di contea è Center.